# Julia Gajer
Julia Gajer (nacida como Julia Wagner, Hannover, RFA, 5 de agosto de 1982) es una deportista alemana que compitió en triatlón.
Ganó una medalla de oro en el Campeonato Europeo de Triatlón de Media Distancia de 2016, y una medalla de bronce en el Campeonato Europeo de Triatlón de Larga Distancia de 2012.
Además, obtuvo una medalla de plata en el Campeonato Europeo de Ironman de 2015, y una medalla de bronce en el Campeonato Europeo de Ironman 70.3 de 2012.

## Palmarés internacional
| Campeonato Europeo | Campeonato Europeo | Campeonato Europeo | Campeonato Europeo |
| Año                | Lugar              | Medalla            | Prueba             |
| ------------------ | ------------------ | ------------------ | ------------------ |
| 2016               | Walchsee (Austria) | Medalla de oro     | Individual         |

| Campeonato Europeo | Campeonato Europeo | Campeonato Europeo | Campeonato Europeo |
| Año                | Lugar              | Medalla            | Prueba             |
| ------------------ | ------------------ | ------------------ | ------------------ |
| 2012               | Roth (Alemania)    | Medalla de bronce  | Individual         |

| Campeonato Europeo | Campeonato Europeo   | Campeonato Europeo | Campeonato Europeo |
| Año                | Lugar                | Medalla            | Prueba             |
| ------------------ | -------------------- | ------------------ | ------------------ |
| 2015               | Fráncfort (Alemania) | Medalla de plata   | Individual         |

| Campeonato Europeo | Campeonato Europeo   | Campeonato Europeo | Campeonato Europeo |
| Año                | Lugar                | Medalla            | Prueba             |
| ------------------ | -------------------- | ------------------ | ------------------ |
| 2012               | Wiesbaden (Alemania) | Medalla de bronce  | Individual         |